# Chōchin-bi

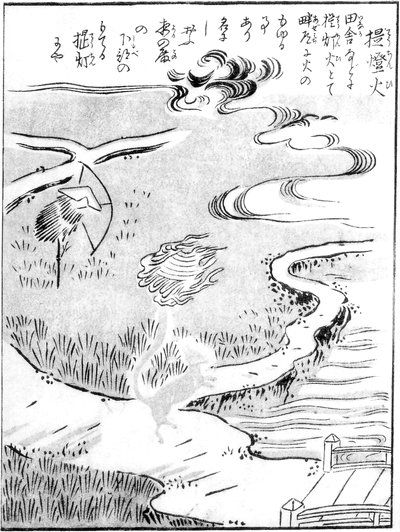
Der Chōchin-bi, wie er in Sekiens Konjaku Gazu Zoku Hyakki erscheint.

Ein Chōchin-bi, (提灯火; „Chōchin-Feuer“, „Laternenfeuer“) ist ein fiktives Wesen aus der japanischen Folklore und gehört zur Gruppe der Yūrei. Er ist den Hitodama und Kitsunebi sehr ähnlich und gilt als eigentlich harmlose Spukerscheinung.

## Beschreibung
Der Chōchin-bi wird als faust- bis fußballgroßer, bläulicher Feuerball beschrieben, der etwa einen Meter über dem Boden schwebt und entweder gemächlich dahintreibt oder (seltener) umherhuscht, als ob er etwas suchen würde. Er soll sich bevorzugt über Reisfeldern oder Feuchtwiesen und Sümpfen aufhalten oder auf Friedhöfen herumspuken. Es heißt, wen man Chōchin-bi begegnet, sollen sie dem Wanderer ein Weilchen in gebührendem Abstand folgen oder verschwinden, sobald man ihnen zu nahe kommt. Zur Entstehung von Chōchin-bi liegen zahlreiche, lokale Anekdoten vor. Es soll sich schlicht um kleine Irrlichter oder Feuergeister handeln, die aus Chōchin und Andon entfleucht sind. Oder es sind von Kitsune und Tanuki beschworene Feuerbälle, die irgendwie einen eigenen Willen erlangt und sich verselbstständigt haben.

## Hintergrund
In Japan bezeichnet Chōchin (提灯) große, traditionelle Laternen aus Papier oder (seltener) Seide. Als Andon (行燈) bezeichnet man traditionelle, kastenförmige Stehlaternen.
Der Chōchin-bi wird erstmals im Sammelwerk Konjaku Gazu Zoku Hyakki (今昔画図続百鬼; Bilderbuch der 100 Dämonen von einst und jetzt) von Toriyama Sekien aus dem Jahr 1779 abgebildet und beschrieben. Sekien merkt in seiner Bildbeschreibung an, dass der Chōchin-bi von zauberkundigen Yōkai in mitgeführten Laternen in Prozessionen beschworen würde und dass solche Laternenprozessionen aus den Präfekturen Shiga und Nara bekannt seien.